# Goodland (Florida)
Goodland ist ein census-designated place (CDP) im Collier County im US-Bundesstaat Florida. Das U.S. Census Bureau hat bei der Volkszählung 2020 eine Einwohnerzahl von 312 ermittelt.

## Geographie
Goodland ist über die County Road 92 mit dem Tamiami Trail (U.S. 41, SR 90) verbunden und rund 35 km von Naples entfernt.

## Demographische Daten
Laut der Volkszählung 2010 verteilten sich die damaligen 267 Einwohner auf 361 Haushalte. Die Bevölkerungsdichte lag bei 534 Einw./km². 98,9 % der Bevölkerung bezeichneten sich als Weiße, 0,4 % als Indianer und 0,7 % als Asian Americans. 1,5 % der Bevölkerung bestand aus Hispanics oder Latinos.
Im Jahr 2010 lebten in 6,8 % aller Haushalte Kinder unter 18 Jahren sowie 29,5 % aller Haushalte Personen mit mindestens 65 Jahren. 47,3 % der Haushalte waren Familienhaushalte (bestehend aus verheirateten Paaren mit oder ohne Nachkommen bzw. einem Elternteil mit Nachkomme). Die durchschnittliche Größe eines Haushalts lag bei 1,83 Personen und die durchschnittliche Familiengröße bei 2,43 Personen.
9,4 % der Bevölkerung waren jünger als 20 Jahre, 13,1 % waren 20 bis 39 Jahre alt, 45,4 % waren 40 bis 59 Jahre alt und 32,1 % waren mindestens 60 Jahre alt. Das mittlere Alter betrug 54 Jahre. 53,2 % der Bevölkerung waren männlich und 46,8 % weiblich.
Das durchschnittliche Jahreseinkommen lag bei 41.250 $, dabei lebte niemand unter der Armutsgrenze.
Im Jahr 2000 war Englisch die Muttersprache von 100 % der Bevölkerung.